# プリステラ
プリステラ （学名：Pristella maxillaris ）は、カラシン目に属する小型のテトラの仲間。

## 形態
背びれに黄色、黒、白の模様があり、尻びれにも同じような模様が入るのが特徴。
胴体の前半に小さい黒いスポットが入り、尾びれが赤くなる。

## 人間とのかかわり
幅広い水質に適応し、人工の餌もすぐに食べる。
アルビノや鱗が透明になる「パンダプリステラ」と呼ばれる改良品種も存在する。
透明な体から、英語圏で「X-ray fish」（X線魚）とも呼ばれる。